# Gilbert (Mondkrater)
Gilbert ist ein Einschlagkrater am östlichen Rand der Mondvorderseite, östlich des Mare Smythii, nördlich des Kraters La Pérouse und nordwestlich von Kästner.
Der Krater ist stark erodiert, der Kraterrand ist von kleineren Krater teilweise überlagert.
| Buchstabe | Position                 | Durchmesser              | Link                     |
| --------- | ------------------------ | ------------------------ | ------------------------ |
| J         | 4,36° S, 72,65° O        | 38 km                    |                          |
| D         | Umbenannt in Geissler    | Umbenannt in Geissler    | Umbenannt in Geissler    |
| K         | 5,67° S, 73,15° O        | 39 km                    |                          |
| M         | Umbenannt in Van Vleck   | Umbenannt in Van Vleck   | Umbenannt in Van Vleck   |
| N         | Umbenannt in Weierstrass | Umbenannt in Weierstrass | Umbenannt in Weierstrass |
| P         | 0,86° S, 75,48° O        | 17 km                    |                          |
| S         | 1,8° S, 75,54° O         | 17 km                    |                          |
| U         | Umbenannt in Avery       | Umbenannt in Avery       | Umbenannt in Avery       |
| V         | 1,2° S, 79,74° O         | 17 km                    |                          |
| W         | 1,02° S, 78,72° O        | 22 km                    |                          |

Der Krater wurde 1964 von der IAU nach dem US-amerikanischen Geologen Grove Karl Gilbert und dem englischen Arzt William Gilbert offiziell benannt.